# Џејмс Чарлс Кричел Булок
Џејмс Чарлс Кричел Булок (енгл. James Charles Critchell-Bullock, 6. септембар 1898 – 31. март 1953) био је најпознатији по својим дневницима и фотографијама експедиције са Џоном Хорнбијем преко огољелих канадских Северозападних територија.

## Младост
Булок је рођен у 81 Ист стрит, Чичестер, Сасекс, Енглеска, 6. септембра 1898. године, као најстарији син Џејмса Тејлера Булока.
Образовао се у Клиф Хаус Припаратори школи у Саутборну (Борнмут), а затим у школи Шерборн у Дорсету од 1913. до 1916. године. Положио пријемни испит на Краљевском војном колеџу са опцијом да оде на кадетски колеџ у Индији, а не у Сандхерсту.

## Војна каријера
Индијски кадетски колеџи, за разлику од Сандхерста, били су шестомесечни курс са обавезном језичком обуком. Кадет би се квалификовао за пријем у редовну службу у Индијској војсци на крају обуке. Године 1916. похађао је Кадетски колеџ у Квети, где је 30. јануара 1917. године добио чин потпоручника на листи за индијску војску.
Касније је упућен да служи у индијској војсци 14. фебруара 1917. године и пребаћен у „18. оклопни пук копљаника краља Џорџа” којима се придружио у Француској у мају 1917. године.
Током Првог светског рата служио је у Петој коњичкој дивизији у Француској и Белгији и у Пустињском коњичком корпусу у Палестини и Сирији. Булок је био званични сниматељ за долазак генерала Аленбија у Алеп.
Булок је био атлетске грађе висине 6 стопа и 2 инча који не само да је побеђивао на боксерским такмичењима у школи Шерборн, већ је касније и боксовао за Коњички корпус. Лов и фото експедиције водили су га дуж горњег Нила и до Курдистана.
После две године у болници са повредама и разним тропским обољењима, повукао се из индијске војске, уз новчану бенефитарну исплату, у чину капетана у јулу 1923. године.

## Канада
Касније те године у „потрази за здрављем” отишао је у Канаду, где је упознао Џона Хорнбија са којим је предузео експедицију у и преко канадских неплодних земаља. Његови дневници са тог путовања били су основа за две књиге: Снежни човек: Џон Хорнби у неплодним земљама (1931) Малкома Волдрона и Писма из неплодних земаља (2020).

## Каснији живот
Булок је 1950. године напустио Енглеску са својом породицом да живи у Кенији, где је извршио самоубиство 31. марта 1953. године и сахрањен је на гробљу Сити парку у Најробију, део 11, партија 95.